# Eursinge (Midden-Drenthe)
Pour les articles homonymes, voir Eursinge.
Eursinge est un hameau situé dans la commune néerlandaise de Midden-Drenthe, dans la province de Drenthe. Le 1er janvier 2004, Eursinge comptait 60 habitants.